# Jewgenija Michailowna Schachowskaja

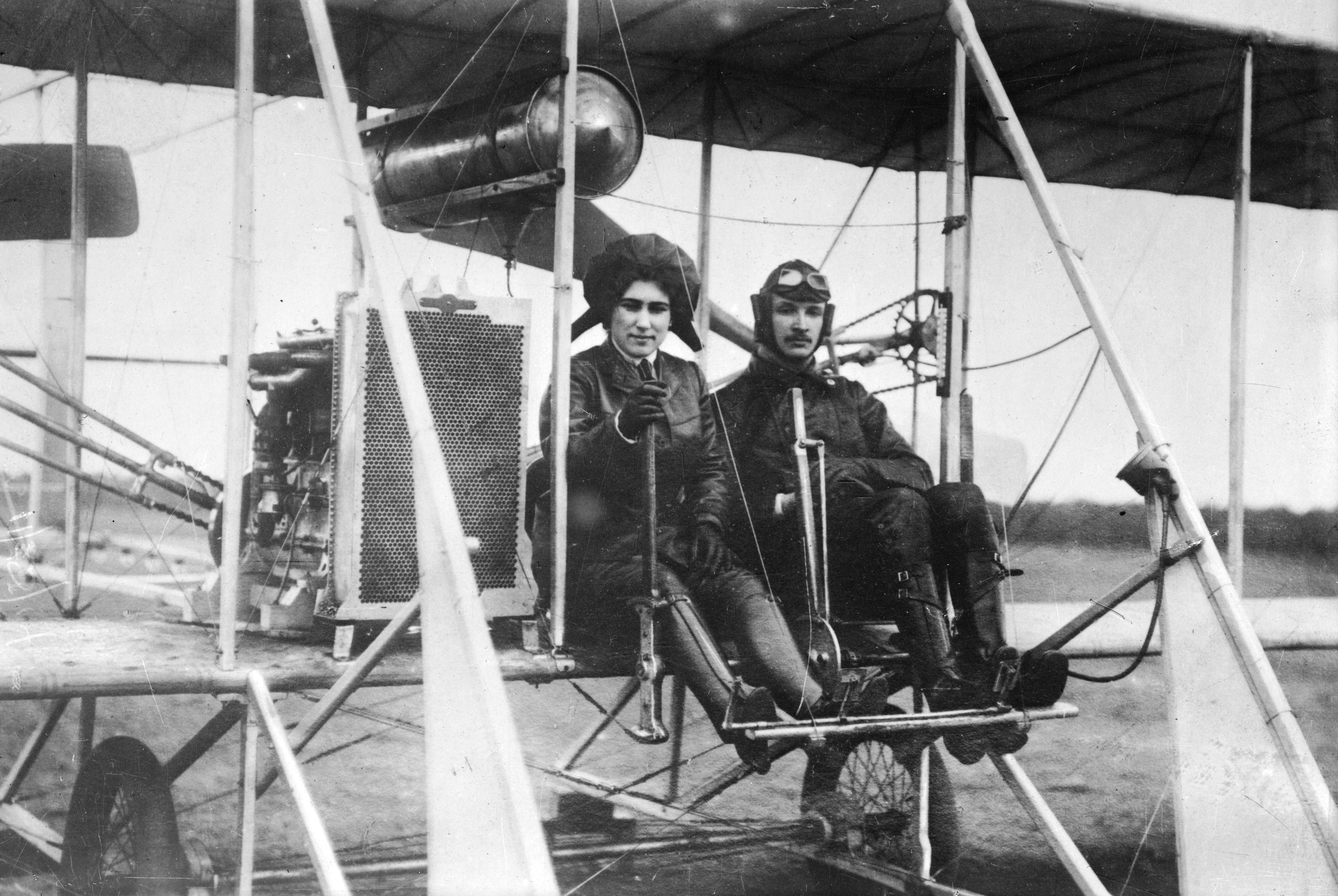
Jewgenija Schachowskaja mit Wsewolod Abramowitsch 1912 in Johannisthal

Jewgenija Michailowna Schachowskaja, auch Eugénie Schakowskoy oder Eugenie Mikhailovna Shakhovskaya, (russisch Евгения Михайловна Шаховская; * 5. Septemberjul. / 17. September 1889greg. zu Sankt Petersburg; † 1920 in Kiew) war eine russische Flugpionierin und erste Militärfliegerin der Geschichte.

## Herkunft und Ausbildung
Die russische Fürstin Jewgenija Schachowskaja (geb. Andrejewa) war eine entfernte Cousine von Zar Nikolaus II. Laut Patrik von zur Mühlen war sie eine geborene von Brevern. Sie besuchte das Smolny-Institut, eine Schule für adlige Töchter in Sankt Petersburg. Schon zur Schulzeit fiel sie auf, weil sie gerne sang und auf der Bühne stand. Sie war eine exzellente Sportlerin, die beim Reiten, Schießen und bei Autorennen Herausforderungen suchte. Den fürstlichen Titel erwarb sie vermutlich aufgrund einer Heirat; das zugehörige Verwaltungsgebiet Schachowskaja liegt im Westen der Oblast Moskau.
Schachowskaja gab Familie und Kinder auf, um sich nach 1907 vier Jahre lang dem Zirkel um Rasputin anzuschließen: „The princess, who had abandoned her husband and children to follow Rasputin continually for four years, was a woman of striking beauty and dark eyes.“ (dt.= „Die Fürstin, die Ehemann und Kinder verlassen hatte, um Rasputin vier Jahre lang ständig zu folgen, war eine bemerkenswert schöne Frau mit dunklen Augen.“) Bei Zusammenkünften trug sie mitunter die Tracht einer Krankenschwester, da sie im Krankenhaus von Zarskoje Selo zeitweilig Dienst tat.
Im Januar 1910 gab die französische Fliegerin Raymonde de Laroche eine Flugvorführung in Sankt Petersburg, wodurch auch Jewgenija Schachowskaja Interesse am Flugsport bekam. Sie lernte das Fliegen bei Jewdokija Wassiljewna Anatra, die als zweite Frau in Russland eine Fluglizenz erworben hatte und eine Flugschule in Gattschina betrieb. Auch flog sie gemeinsam mit dem russischen Flugpionier Wladimir Lebedew.

## Flugunglück in Berlin
Schließlich folgte Schachowskaja dem Piloten Wsewolod Abramowitsch, mit dem sie eine Liebesbeziehung hatte und der Chefpilot der Wright-Werke war, nach Berlin. Am 16. August 1912 erwarb sie am Flugplatz Johannisthal auf einem Wright-Doppeldecker das deutsche Flugführer-Zeugnis Nr. 274.
Schachowskaja machte für die deutschen Wright-Werke Flugvorführungen und bekam einen Ruf als furchtlose Pilotin: So explodierte bei einem ihrer Flüge der Benzintank ihrer Maschine und der Motor fiel aus, doch ihr gelang es, mit der Maschine zu Boden zu gleiten. Sie bot dem italienischen Militär ihre Dienste im Italienisch-Türkischen Krieg an, was aber abgelehnt wurde.
Bei einem gemeinsamen Flug mit Abramowitsch im April 1913 auf dem Flugplatz Johannisthal wurde das Flugzeug von einer Böe erfasst, die ein weiteres Flugzeug erzeugt hatte, und stürzte ab:

„Am […] 24. April 1913 finden – tragischer Zufall – die beiden seit längerer Zeit in Deutschland fliegenden russischen Flieger Abramowitsch und Dunetz den Tod. Sie sind aus dem Johannisthal jener Tage nicht wegzudenken, diese beiden Russen, der kühne, melancholisch-blasse, schweigsame Abramowitsch und der verwegene, fröhliche, überall beliebte Elia Dunetz. Wsewolod Abramowitsch […] ist mit der Fürstin Schakowskoy, die das Steuer führt und an die ihn eine tiefe Neigung fesselt, um 6.43 Uhr aufgestiegen. In der gefährlichen Ecke nahe der Versuchsanstalt für Luftfahrt gerät der Zweidecker in den Wirbel einer über sie hingwegfliegenden Taube. Der Apparat beginnt in der Längsrichtung stark zu schwanken, und der Fürstin gelingt es nicht mehr, den Doppeldecker, der nur ein Steuer besitzt, wieder ins Gleichgewicht zu bringen. So muß Abramowitsch untätig zusehen, wie der Apparat sich immer mehr neigt und der Erde zustürzt“

Abramowitsch starb noch am selben Tag an seinen schweren Verletzungen im Krankenhaus. Jewgenija Schachowskaja selbst kam mit leichten Verletzungen davon, versuchte aber, Suizid zu begehen, als sie vom Tode von Abramowitsch erfuhr. Anschließend soll sie geschworen haben, nie mehr zu fliegen, aber ihr Vorsatz hielt nicht an.

## Pilotin beim Militär

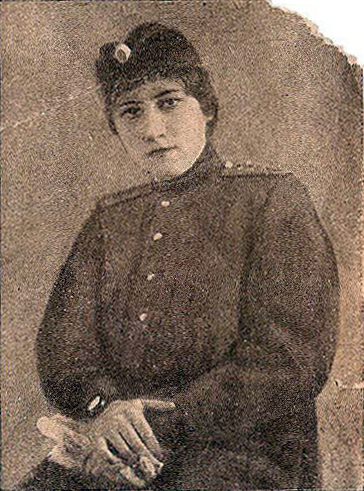
Schachowskaja in Uniform

Über ihr weiteres Schicksal gibt es widersprüchliche Nachrichten und Versionen. Gesichert ist, dass Jewgenija Schachowskaja im Ersten Weltkrieg auf russischer Seite als erste Militärfliegerin der Geschichte am Krieg teilnahm, höchstwahrscheinlich jedoch nur zu Aufklärungszwecken und nicht als Kampfpilotin. Sie hatte sich persönlich per Brief bei ihrem Cousin Nikolaus, dem Zaren, freiwillig für den Dienst bei der Fliegertruppe gemeldet. Sie war in der Festung von Kaunas in Litauen, nahe der Grenze zu Deutschland, stationiert.
In Sankt Petersburg gingen schon bald Gerüchte um, Jewgenija Schachowskaja sei promisk, sie habe zahlreiche sexuelle Beziehungen zu Offizieren und einfachen Soldaten und verschleudere ihr gesamtes Vermögen für „Vergnügungen“. Die US-amerikanische Journalistin Pamela Robson beschreibt einerseits einleitend Schachowskaja als „faszinierende Kombination aus schöner Prinzessin und unersättlicher Nymphomanin“ und eine der wildesten Frauen des 20. Jahrhunderts, andererseits gibt sie zu bedenken, Schachowskaja als einzige Frau unter Männern könne vorsätzlich von diesen diskreditiert worden sein. Nach lediglich vier Wochen Dienst wurde sie des Verrats sowie des Versuchs beschuldigt, die Linien zum Feind zu überqueren. Möglicherweise leistete ihre Freundschaft zu einigen Deutschen aus der Vorkriegszeit Verdächtigungen Vorschub. Sie wurde zum Tod durch Erschießen verurteilt. Da sie aber schwanger war, wurde sie vom Zaren persönlich begnadigt und zu lebenslangem Aufenthalt in einem Kloster verurteilt.

## Tragisches Ende im russischen Bürgerkrieg
Aus diesem Kloster wurde Jewgenija Schachowskaja während der Februarrevolution 1917 von roten Truppen befreit. Daraufhin schloss sich Schachowskaja den Bolschewiki an. Sie soll in Kiew im Auftrag der Tscheka persönlich Exekutionen von gefangenen Offizieren mit einer Mauserpistole durchgeführt haben.
Sie rächte sich dabei auch an Männern, die zuvor ihre Anklage herbeigeführt hatten.
Zum Ende ihres Lebens soll sie morphiumsüchtig gewesen sein. Während einer dieser Hinrichtungen tötete sie im Drogenrausch einen ihrer Helfer, woraufhin sie selbst erschossen wurde.
Peter Supf hingegen schrieb in seinem Buch der deutschen Fluggeschichte, Jewgenija Schachowskaja habe 1918 einen deutschen Offizier geheiratet, diesen wieder verlassen und sei 1933 in Frankreich in einem Armenhaus gestorben.